# Cody Longo
Cody A. Longo (Denver, 04 de março de 1988 - Austin, 08 de fevereiro de 2023)  foi um ator e músico americano. Mais conhecido por atuar em Hollywood Heights e Bring It On: Fight to the Finish.

## Biografia

### Vida pessoal
Nascido e criado em Denver, Cody cresceu inclinado a uma carreira artística por ter artistas em sua família. Quando jovem, aprendeu sozinho a tocar piano e também começou a sua carreira de ator fazendo estágio em teatro. Mais tarde mudou-se para Los Angeles, para continuar atuando e estudando tanto teatro como psicologia.
Em 2013, foi condenado a aulas de educação por DUI, com três anos de liberdade condicional em provação.
Em 2015, casou-se com Stephanie Nicole Clark com quem no mesmo ano teve uma filha. Lyla Lou Alia Longo nasceu em 21 de Novembro de 2015.

### Carreira
O ator começou a chamar atenção do público com participações nas séries Medium, Three Rivers e Make It or Break It, juntamento com papéis secundários nos filmes Ball Don't Lie, Bring It On: Fight to the Finish e Fama.
Atuou no filme independente High School de 2010, que estreou no Sundance Film Festival em janeiro com ótimas críticas. Em seguida, apareceu  no grande terror de verão Piranha 3D, que foi lançado em agosto do mesmo ano.
Em 2011, fez o jovem Isaac no drama For the Love of Money, que foi filmado em Los Angeles. Fez ainda participações na soap opera Days of Our Lives e nas séries CSI: Investigação Criminal e CSI: NY.	
Em 2012, teve destaque no elenco principal da série Hollywood Heights, mostrando também suas habilidades musicais como o jovem astro do rock Nick Russo.
Em abril de 2013, o filme Not Today foi lançado nos cinemas com lançamento limitado. Ele é estrelado por Cody e foi filmado na Índia em 2010, por cerca de quatro meses.

### Forever The Day
A partir de 2010, Cody se tornou pianista de Forever The Day, um projeto musical onde trabalhou com seu amigo e co-estrela de Make It or Break It, Johnny Pacar. Em agosto, a banda lançou seu primeiro EP e, alguns meses depois, já se preparavam para as suas primeiras apresentações em Los Angeles. Com o destaque, teve músicas nas trilhas sonoras dos filmes Not Today e Playback, em 2011. Em 2012, já fora da banda, Cody começou uma carreira musical solo.

### Morte
Foi encontrado morto em sua casa no dia 8 de fevereiro de 2023 depois que a polícia foi acionada por sua mulher após não conseguir falar com ele, ao chegarem no imóvel arrombaram a porta e encontraram o artista estirado na cama, segundo informações, o ator tinha problemas com alcoolismo e chegou a ser internado em uma clínica de reabilitação em 2022, segundo familiares ele pode ter tido uma recaída , as circunstâncias de sua morte ainda estão sendo investigadas.

## Filmografia

### Televisão
| Ano       | Título                     | Papel                | Notas                                            |
| --------- | -------------------------- | -------------------- | ------------------------------------------------ |
| 2012      | Hollywood Heights          | Eddie Duran          | Elenco principal / 78 episódios                  |
| 2011      | CSI: NY                    | Tyler Josephson      | Episódio 18, Temporada 7 Episódio 2, Temporada 8 |
| 2011      | Days of Our Lives          | Nicholas Alamain     | 4 episódios                                      |
| 2011      | CSI: Investigação Criminal | Nathan Culver        | Episódio 19, Temporada 11                        |
| 2010      | Brothers & Sisters         | Tommy Walker (jovem) | Episódio 18, Temporada 4                         |
| 2009-2010 | Make It or Break It        | Nicky Russo          | Episódios 8-11-12-13-14-15, Temporada 1          |
| 2009      | Three Rivers               | Blair                | Episódio 4                                       |
| 2009      | Medium                     | Gavin Coley          | Episódio 6, Temporada 5                          |

### Cinema
| Ano  | Título                               | Papel          | Notas     |
| ---- | ------------------------------------ | -------------- | --------- |
| 2015 | Promoted                             | Alex Francis   |           |
| 2015 | Wildflower                           | Josh           |           |
| 2015 | Wild for the Night                   | Liam           |           |
| 2013 | Not Today                            | Caden Welles   |           |
| 2012 | For the Love of Money                | Isaac (jovem)  |           |
| 2012 | The Silent Thief                     | Mike Henderson |           |
| 2011 | Lovelives                            | Aaron          | Telefilme |
| 2010 | Piranha 3D                           | Todd Dupree    |           |
| 2010 | High School                          | Chad           |           |
| 2009 | Fama                                 | Andy Matthews  |           |
| 2009 | Bring It On: Fight to the Finish     | Evan           |           |
| 2008 | Ball Don't Lie                       | Dave           |           |
| 2006 | Hip Hop Kidz: It's a Beautiful Thing | Eddie          |           |

## Discografia
Abaixo a lista de gravações do cantor.

### Singles
- Atmosphere - 03:47
- Falling Into You - 04:06
- She Said - 03:27
- Electric - 03:54
- Falling into You Remix (feat. B-Nice) - 04:09

### ComoEddie Duran
- Something in the Air
- One Day At A Time
- If There Was No Music (feat. Brittany Underwood)